# Бекасі
Бекасі (індонез. Kota Bekasi) — місто в Індонезії, провінція Західна Ява. Населення (на 2020 рік) становить 2 464 719 осіб. Місто-супутник Джакарти.

## Клімат
Місто знаходиться у зоні, котра характеризується вологим тропічним кліматом. Найтепліший місяць — жовтень із середньою температурою 28 °C (82.4 °F). Найхолодніший місяць — січень, із середньою температурою 26.6 °С (79.9 °F).
| Клімат Бекасі           | Клімат Бекасі | Клімат Бекасі | Клімат Бекасі | Клімат Бекасі | Клімат Бекасі | Клімат Бекасі | Клімат Бекасі | Клімат Бекасі | Клімат Бекасі | Клімат Бекасі | Клімат Бекасі | Клімат Бекасі | Клімат Бекасі |
| Показник                | Січ.          | Лют.          | Бер.          | Квіт.         | Трав.         | Черв.         | Лип.          | Серп.         | Вер.          | Жовт.         | Лист.         | Груд.         | Рік           |
| Середня температура, °C | 26,6          | 27            | 27,4          | 27,9          | 27,9          | 27,4          | 27,2          | 27,4          | 27,7          | 28            | 27,9          | 27,3          | 27,5          |
| Норма опадів, мм        | 417.8         | 298           | 229.7         | 163.1         | 142.5         | 81            | 56.7          | 52.5          | 62.1          | 119.2         | 141.4         | 214.1         | 1978.1        |
| Днів з опадами          | 17            | 13,8          | 15,5          | 15,4          | 13,6          | 11,4          | 8,4           | 7,7           | 7,9           | 12,2          | 17            | 18,4          | 158,3         |
| Вологість повітря, %    | 84.2          | 83.2          | 82            | 80.9          | 80.2          | 78.3          | 76.3          | 74.6          | 73.8          | 75.2          | 77.5          | 80.7          | 78.9          |
| ----------------------- | ------------- | ------------- | ------------- | ------------- | ------------- | ------------- | ------------- | ------------- | ------------- | ------------- | ------------- | ------------- | ------------- |
| Джерело: Weatherbase    |               |               |               |               |               |               |               |               |               |               |               |               |               |

## Адміністративний поділ
Адміністративно місто поділяється на 12 районів: Bekasi Barat (Західний Бекасі) (272 557 мешканів), Bekasi Timur (Східний Бекасі) (247 357), Bekasi Selatan (Південний Бекасі) (203 654), Bekasi Utara (Північний Бекасі) (308 593), Medan Satria (Медан Сатріа) (161 162), Rawalumbu (Равалумбу) (208 334), Bantargebang (Бантарґебанґ) (95 845), Pondok Gede (Пондок Ґеде) (246 503), Jatisampurna (Джатісемпурна) (103 715), Jatiasih (Джатіасіх) (198 444), Pondok Melati (Пондок Мелаті) (128 934) і Mustikajaya (Мустікаджая) (159 773).

## Економіка
На додаток до своїх численних житлових районів, у місті є кілька важливих промислових районів. Багато великих компаній, такі як Honda, Converse і Samsung.